# Liste der Premierminister von Québec

Flagge von Québec

Diese Liste führt die Premierminister (englisch premier, französisch premier ministre) der kanadischen Provinz Québec auf. Québec besitzt ein Einkammernparlament (früher Zweikammernparlament) mit einer auf dem Westminster-System basierenden parlamentarischen Regierung. Dabei ist der Premierminister zugleich Vorsitzender jener Partei, die in der Nationalversammlung (englisch National Assembly of Quebec, französisch Assemblée nationale du Québec) die meisten Sitze hält. Der Premierminister tritt als Regierungschef auf, während das Staatsoberhaupt, der kanadische Monarch, durch einen Vizegouverneur (französisch lieutenant-gouverneur) vertreten wird. Außerdem stellt der Premierminister aus den Reihen der gewählten Abgeordneten die als Exekutivrat bezeichnete Regierung zusammen und steht dieser vor.
In dieser Liste sind nur die Premierminister seit der Kanadischen Konföderation im Jahre 1867 berücksichtigt. In der zuvor existierenden Provinz Kanada regierten jeweils ein Premierminister aus dem französischen Teil (Québec) und dem englischen Teil (Ontario) gemeinsam (siehe Liste der Premierminister der Provinz Kanada). Die Kolonie Niederkanada wurde 1792 bis 1840 von Abgesandten der britischen Krone verwaltet.

## Premierminister von Québec
| Premierminister (Partei) | Premierminister (Partei) | Premierminister (Partei)                                                  | Amtszeit                              | Wahlen | Wahlbezirk (Region)                                                                             |
| ------------------------ | ------------------------ | ------------------------------------------------------------------------- | ------------------------------------- | --- | ----------------------------------------------------------------------------------------------- |
|                          | 1.                       | Pierre-Joseph-Olivier Chauveau (Parti conservateur)                       | 15. Juli 1867 − 25. Februar 1873      | Wahl Aug.–Sep. 1867 Wiederwahl Juni–Juli 1871 Rücktritt 25. Feb. 1873 (Übertritt in Bundespolitik)                                                                               | Québec (Québec)                                                                                 |
|                          | 2.                       | Gédéon Ouimet (Parti conservateur)                                        | 27. Februar 1873 − 22. September 1874 | Ernennung 27. Feb. 1873 Rücktritt 22. Sep. 1874 (pensioniert) | Deux-Montagnes (Laurentides)                                                                    |
|                          | 3.                       | Charles-Eugène Boucher de Boucherville (Parti conservateur) (1. Amtszeit) | 22. September 1874 − 8. März 1878     | Ernennung 22. Sep. 1874 Wiederwahl 7. Juli 1875 Entlassung durch Vizegouverneur 8. März 1878                                                                                     | Montarville (Montérégie)                                                                        |
|                          | 4.                       | Henri-Gustave Joly de Lotbinière (Parti libéral)                          | 8. März 1878 − 31. Oktober 1879       | Ernennung 8. März 1878 Wiederwahl 1. Mai 1878 (Minderheitsregierung) Rücktritt 31. Okt. 1879 (Misstrauensvotum)                                                                  | Lotbinière (Chaudière-Appalaches)                                                               |
|                          | 5.                       | Joseph-Adolphe Chapleau (Parti conservateur)                              | 31. Oktober 1879 − 31. Juli 1882      | Ernennung 31. Okt. 1879 (Minderheitsregierung) Wiederwahl 2. Dez. 1881 Rücktritt 31. Juli 1882 (Übertritt in Bundespolitik)                                                      | Terrebonne (Lanaudière)                                                                         |
|                          | 6.                       | Joseph-Alfred Mousseau (Parti conservateur)                               | 31. Juli 1882 − 23. Januar 1884       | Ernennung 31. Juli 1882 Rücktritt 23. Jan. 1884 (Ernennung zum Richter) | Jacques-Cartier (Montréal-Ouest)                                                                |
|                          | 7.                       | John Jones Ross (Parti conservateur)                                      | 23. Januar 1884 − 25. Januar 1887     | Ernennung 23. Jan. 1884 Wiederwahl 14. Okt. 1886 (Minderheitsregierung) Rücktritt 25. Jan. 1887 (Übertritt in Bundespolitik)                                                     | Shawinigan (Mauricie)                                                                           |
|                          | 8.                       | Louis-Olivier Taillon (Parti conservateur) (1. Amtszeit)                  | 25. Januar 1887 − 29. Januar 1887     | Ernennung 25. Jan. 1887 (Minderheitsregierung) Rücktritt 29. Jan. 1887 | Montcalm (Lanaudière)                                                                           |
|                          | 9.                       | Honoré Mercier (Parti national)                                           | 29. Januar 1887 − 21. Dezember 1891   | Ernennung 29. Jan. 1887 Wiederwahl 17. Juni 1890 Entlassung durch Vizegouverneur 21. Dez. 1891                                                                                   | Saint-Hyacinthe (bis 1890) (Montérégie) Bonaventure (nach 1890) (Gaspésie–Îles-de-la-Madeleine) |
|                          | -                        | Charles-Eugène Boucher de Boucherville (Parti conservateur) (2. Amtszeit) | 21. Dezember 1891 − 16. Dezember 1892 | Ernennung 21. Dez. 1891 (Minderheitsregierung) Wiederwahl 8. März 1892 Rücktritt 16. Dez. 1892 (Ernennung zum Richter)                                                           | Montarville (Montérégie)                                                                        |
|                          | -                        | Louis-Olivier Taillon (Parti conservateur) (2. Amtszeit)                  | 16. Dezember 1892 − 11. Mai 1896      | Ernennung 16. Dez. 1892 Rücktritt 11. Mai 1896 (Übertritt in Bundespolitik) | Chambly (Montérégie)                                                                            |
|                          | 10.                      | Edmund James Flynn (Parti conservateur)                                   | 11. Mai 1896 − 24. Mai 1897           | Ernennung 11. Mai 1896 | Gaspé (Gaspésie–Îles-de-la-Madeleine)                                                           |
|                          | 11.                      | Félix-Gabriel Marchand (Parti libéral)                                    | 24. Mai 1897 − 25. September 1900     | Wahl 11. Mai 1897 Im Amt verstorben | Saint-Jean (Montérégie)                                                                         |
|                          | 12.                      | Simon-Napoléon Parent (Parti libéral)                                     | 3. Oktober 1900 − 23. März 1905       | Ernennung 3. Okt. 1900 Wiederwahl 7. Dez. 1900 Wiederwahl 25. Nov. 1904 Rücktritt 23. März 1905 (durch Partei abgesetzt)                                                         | Saint-Sauveur (Québec)                                                                          |
|                          | 13.                      | Lomer Gouin (Parti libéral)                                               | 23. März 1905 − 9. Juli 1920          | Ernennung 23. März 1905 Wiederwahl 8. Juni 1908 Wiederwahl 15. Mai 1912 Wiederwahl 22. Mai 1916 Wiederwahl 23. Juni 1919 Rücktritt 9. Juli 1920 (Übertritt in den Legislativrat) | Montréal 2 (bis 1908) (Montréal-Ouest) Portneuf (nach 1908) (Québec)                            |
|                          | 14.                      | Louis-Alexandre Taschereau (Parti libéral)                                | 9. Juli 1920 − 11. Juni 1936          | Ernennung 9. Juli 1920 Wiederwahl 5. Feb. 1923 Wiederwahl 16. Mai 1927 Wiederwahl 24. Aug. 1931 Wiederwahl 25. Nov. 1935 Rücktritt 11. Juni 1936                                 | Montmorency (Québec)                                                                            |
|                          | 15.                      | Adélard Godbout (Parti libéral) (1. Amtszeit)                             | 11. Juni 1936 − 26. August 1936       | Ernennung 11. Juni 1936 | L’Islet (Chaudière-Appalaches)                                                                  |
|                          | 16.                      | Maurice Duplessis (Union nationale) (1. Amtszeit)                         | 26. August 1936 − 8. November 1939    | Wahl 17. Aug. 1936 | Trois-Rivières (Mauricie)                                                                       |
|                          | -                        | Adélard Godbout (Parti libéral) (2. Amtszeit)                             | 8. November 1939 − 30. August 1944    | Wahl 25. Okt. 1939 | L’Islet (Chaudière-Appalaches)                                                                  |
|                          | -                        | Maurice Duplessis (Union nationale) (2. Amtszeit)                         | 30. August 1944 − 7. September 1959   | Wahl 8. Aug. 1944 Wiederwahl 28. Juli 1948 Wiederwahl 16. Juli 1952 Wiederwahl 20. Juni 1956 Im Amt verstorben                                                                   | Trois-Rivières (Mauricie)                                                                       |
|                          | 17.                      | Paul Sauvé (Union nationale)                                              | 11. September 1959 − 2. Januar 1960   | Ernennung 11. Sep. 1959 Im Amt verstorben | Deux-Montagnes (Laurentides)                                                                    |
|                          | 18.                      | Antonio Barrette (Union nationale)                                        | 8. Januar 1960 − 5. Juli 1960         | Ernennung 8. Jan. 1960 | Joliette (Lanaudière)                                                                           |
|                          | 19.                      | Jean Lesage (Parti libéral)                                               | 5. Juli 1960 − 16. Juni 1966          | Wahl 22. Juni 1960 Wiederwahl 14. Nov. 1962 | Québec-Ouest (Québec)                                                                           |
|                          | 20.                      | Daniel Johnson sr. (Union nationale)                                      | 16. Juni 1966 − 26. September 1968    | Wahl 5. Juni 1966 Im Amt verstorben | Bagot (Montérégie)                                                                              |
|                          | 21.                      | Jean-Jacques Bertrand (Union nationale)                                   | 2. Oktober 1968 − 12. Mai 1970        | Ernennung 2. Okt. 1968 | Missisquoi (Estrie)                                                                             |
|                          | 22.                      | Robert Bourassa (Parti libéral) (1. Amtszeit)                             | 12. Mai 1970 − 25. November 1976      | Wahl 29. April 1970 Wiederwahl 29. Okt. 1973 | Mercier (Montréal-Est)                                                                          |
|                          | 23.                      | René Lévesque (Parti Québécois)                                           | 25. November 1976 − 3. Oktober 1985   | Wahl 15. Nov. 1976 Wiederwahl 13. April 1981 Rücktritt 3. Okt. 1985 (durch Partei abgesetzt)                                                                                     | Taillon (Montérégie)                                                                            |
|                          | 24.                      | Pierre Marc Johnson (Parti Québécois)                                     | 3. Oktober 1985 − 12. Dezember 1985   | Ernennung 3. Okt. 1985 | Anjou (Montréal-Ouest)                                                                          |
|                          | -                        | Robert Bourassa (Parti libéral) (2. Amtszeit)                             | 12. Dezember 1985 − 11. Januar 1994   | Wahl 2. Dez. 1985 Wiederwahl 25. Sep. 1989 Rücktritt 11. Jan. 1994 (pensioniert)                                                                                                 | Saint-Laurent (Montréal-Ouest)                                                                  |
|                          | 25.                      | Daniel Johnson jr. (Parti libéral)                                        | 11. Januar 1994 − 26. September 1994  | Ernennung 11. Jan. 1994 | Vaudreuil (Montérégie)                                                                          |
|                          | 26.                      | Jacques Parizeau (Parti Québécois)                                        | 26. September 1994 − 29. Januar 1996  | Wahl 12. Sep. 1994 Rücktritt 29. Jan. 1996 (pensioniert) | L’Assomption (Lanaudière)                                                                       |
|                          | 27.                      | Lucien Bouchard (Parti Québécois)                                         | 29. Januar 1996 − 8. März 2001        | Ernennung 29. Jan. 1996 Wiederwahl 30. Nov. 1998 Rücktritt 8. März 2001 (pensioniert)                                                                                            | Jonquière (Saguenay–Lac-Saint-Jean)                                                             |
|                          | 28.                      | Bernard Landry (Parti Québécois)                                          | 8. März 2001 − 29. April 2003         | Ernennung 8. März 2001 | Verchères (Montérégie)                                                                          |
|                          | 29.                      | Jean Charest (Parti libéral)                                              | 29. April 2003 − 19. September 2012   | Wahl 14. April 2003 Wiederwahl 26. März 2007 (Minderheitsregierung) Wiederwahl 8. Dezember 2008 Abwahl 4. September 2012                                                         | Sherbrooke (Estrie)                                                                             |
|                          | 30.                      | Pauline Marois (Parti Québécois)                                          | 19. September 2012 − 23. April 2014   | Wahl 4. September 2012 (Minderheitsregierung) | Charlevoix–Côte-de-Beaupré (Capitale-Nationale)                                                 |
|                          | 31.                      | Philippe Couillard (Parti libéral)                                        | 23. April 2014 − 18. Oktober 2018     | Wahl 7. April 2014 | Roberval (Saguenay–Lac-Saint-Jean)                                                              |
|                          | 32.                      | François Legault (Coalition Avenir Québec)                                | 18. Oktober 2018 − amtierend          | Wahl 1. Oktober 2018 | L’Assomption (Lanaudière)                                                                       |